# Чубірко Володимир Володимирович
Володимир Володимирович Чубірко (*12 жовтня 1976, Ужгород) —  депутат Закарпатської обласної ради V–VI скликань, голова Закарпатської обласної ради (з 28 листопада 2014 по 1 грудня 2015 та з 25 листопада 2021 по 27 вересня 2023).

## Біографічні відомості
2000 — закінчив Ужгородський національний університет за спеціальністю «Фінанси і кредит» та здобув кваліфікацію економіста.
З 2006 по 2008 навчався в Ужгородському національному університеті на факультеті післядипломної освіти за спеціальністю «Право», здобув кваліфікацію юриста.
Працював директором на комерційних підприємствах. Депутат Закарпатської обласної ради V–VI скликань. Очолював постійну комісію з питань екології та використання природних ресурсів, працював заступником голови постійної комісії з питань бюджету.
З 31 жовтня 2014 по 1 грудня 2015 року — голова Закарпатської обласної ради.
25 листопада 2021 року знову обраний головою Закарпатської обласної ради.
27 вересня 2023 року в ході ХІ сесії Закарпатська обласна рада склав повноваження голови, депутати клопотання задовільнили.